# Bystrá (Czechy)
Bystrá – gmina w Czechach, w powiecie Pelhřimov, w kraju Wysoczyna. Według danych z dnia 1 stycznia 2014 liczyła 121 mieszkańców.